# Osmia universitatis
Osmia universitatis är en biart som beskrevs av Cockerell 1907. Osmia universitatis ingår i släktet murarbin, och familjen buksamlarbin. Inga underarter finns listade i Catalogue of Life.